# Dai Rees
David James Rees, CBE (Fontygary bij Barry, 31 maart 1913 – 10 september 1983) was een Britse golfer uit Wales.
Dai Rees groeide met golf op want zijn vader was de golfpro op The Leys Golf Club. Later verhuisde het gezin naar Aberdare, waar zijn vader head-pro op de Aberdare Golf Club werd. Op 16-jarige leeftijd werd Dai zijn vaders assistent. Toen Harry Vardon in 1937 overleed, nam hij zijn positie op de South Herts Golf Club over. Hij bleef daar, net als Vardon, tot het einde van zijn levensjaren.
Hij wordt vooral herinnerd omdat hij in 1957 de captain was van het enige Britse Ryder Cup team dat de Amerikanen versloeg in de periode tussen 1935 en 1985. Het evenement vond plaats op de Lindrick Golf Club in Rotherham en het team bestond uit Peter Alliss, Hugh Bradshaw, Eric Brown, Ken Bousfield, Norman Drew, Max Faulkner, Bernard Hunt, Christy O'Connor sr., Dave Thomas en Harry Weetman. Na deze overwinning 1957 werd hij verkozen tot 'BBC Sports Personality of the Year'. Een jaar later werd hij benoemd tot Commandeur in de Orde van het Britse Rijk.
In totaal heeft hij 23 keer de vier rondes van het The Open Championship gespeeld, zeven keer eindigde hij in de top-10, maar hij heeft nooit gewonnen.
Op 70-jarige leeftijd werd hij nog tweede bij het Martini International. Kort daarna raakte hij gewond bij een auto-ongeluk. Hij overleed enkele maanden later.

## Overwinningen
- 1935: PGA Assistants' Championship
- 1936: News of the World Match Play op Oxhey Park Golf Club, PGA Assistants' Championship
- 1938: News of the World Match Play
- 1947: Penfold Toernooi (tie met Reg Whitcombe en Norman Von Nida) op Stoke Park
- 1948: Iers Open
- 1949: News of the World Match Play
- 1950: News of the World Match Play, British Masters, News Chronicle Tournament
- 1951: Yorkshire Evening News Tournament (tie met Norman Von Nida)
- 1953: Daks Tournament op Wentworth
- 1954: Belgisch Open op de Royal Antwerp Golf Club
- 1956: Swiss Open
- 1958: Zuid-Afrikaans PGA Kampioenschap
- 1959: Brits PGA Kampioenschap op de Ashburnham Golf Club, Swiss Open
- 1962: Ladies British Masters, Daks Tournament (tie met Bob Charles)
- 1963: Swiss Open
- 1966: PGA Seniors Championship

Mogelijk is deze lijst niet compleet, algemeen wordt aangenomen dat hij 39 toernooien heeft gewonnen, dit zijn er 20;.
Teams
- Ryder Cup: 1937, 1947, 1949, 1951, 1953, en als captain in 1955, 1957 (winnaars), 1959, 1961 en 1967 (non-playing)